# Rambo III (Master System)
Rambo III é um jogo eletrônico, desenvolvido e lançado pela SEGA em 1988 para o seu console Master System, que foi baseado no filme homônimo de 1988. Neste game, o player veste-se de John Rambo e deve sobreviver a uma série de desafios a fim de salvar seu amigo, Coronel Trautman, que foi capturado pelas Forças soviéticas no Afeganistão.
Avançado para sua época, o game era jogado com a pistola Light Phaser e possuía boas doses de ação.

## Créditos
- Direção — Buyer Setsuo
- Programação — Derby Tatsuo, Muscle Kanai, Koshihikari
- Design — Fighter GI, Sunshine Hisa, Kujukuri Mami, Sukeban Tamun
- Música — Wooper Katsu
- Trilha-Sonora:
  - "We Fight For Friends" — Música: Wooper Katsu, Letra: Buyer Setsuo, Performance: Sega Sounds
  - "Never to Return" — Música: Derby Tatsuo, Letra: Muscle Kanai, Performance: Sega Sounds